# Советские космические корабли

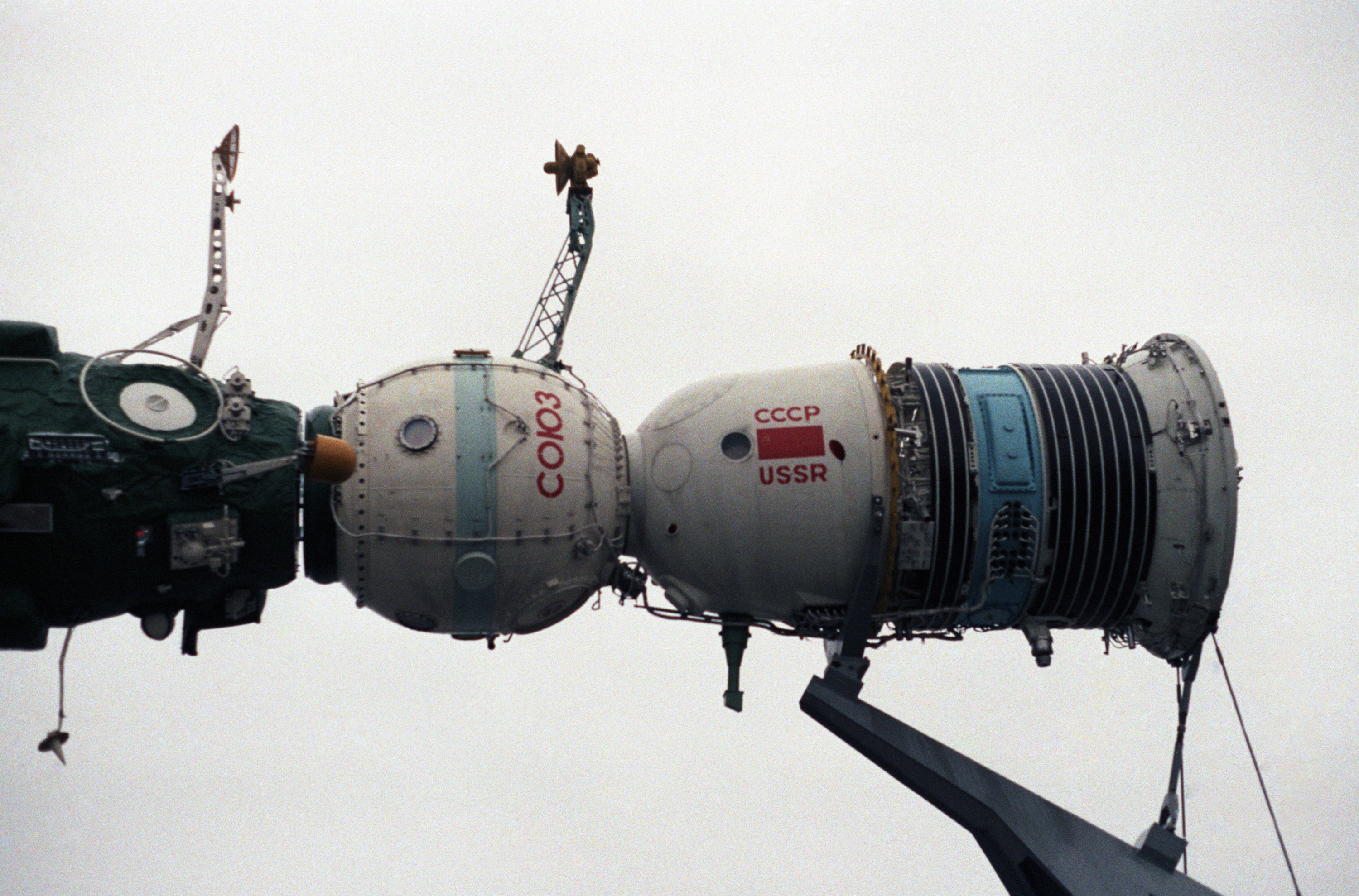
Советский космический корабль "Союз"

Эра советских космических кораблей началась 12 апреля 1961 года в связи с первым в истории Земли полетом лётчика-космонавта майора Юрия Гагарина в космос.

## Устройство
Большинство советских космических кораблей состояло из сферической кабины экипажа (он же спускаемый аппарат) и цилиндрического агрегатного отсека (с двигателями и топливными баками), к которому позже начали крепиться солнечные батареи размахом до 10 метров. Общая длина корабля была в пределах 7 метров, а масса — 5 тонн. Связь с внешним миром осуществлялась с помощью антенн, люка и иллюминаторов. Корабли были белого цвета. На них был изображен флаг СССР, а также красными буквами кириллицы написано название страны (СССР) и корабля. При изготовлении кораблей использовались сплавы алюминия, усиленный мощной системой термоизоляции, поскольку при вхождении в плотные слои атмосферы корабль в результате аэродинамического сопротивления может разогреться до 8 тыс. градусов С. 

## Экипаж
Экипаж советских космических кораблей мог достигать трех человек (командир, бортинженер и космонавт-исследователь). Для космонавтов была разработана специальная система питания. Они могли в космосе проводить исследования, поддерживать физическую форму, отправлять естественные надобности и отдыхать. На советских космических кораблях работали также и международные команды космонавтов, в которые помимо граждан СССР входили граждане Чехословакии (Ремек), Польши (Гермашевский), ГДР (Йен), Болгарии (Иванов), Венгрии (Фаркаш), Вьетнама (Фам Туан), Кубы (Тамайо Мендес), Монголии (Жугдэрдэмидийн Гуррагча), Румынии (Прунариу), Франции (Кретьен), Индии (Шарма), Сирии (Фарис), Афганистана (Моманд), Великобритании (Шармен), Австрии (Фибёк) и Японии (Акияма).

## Названия
Первый советский космический корабль был сконструирован Сергеем Королёвым назывался Восток, что отсылало к имени российского парусного корабля, экипаж которого участвовал в открытии Антарктиды. Дальнейшие названия советских космических кораблей связаны с названиям природных (Буран, Восход, Заря) или социальных (Союз, Прогресс) явлений.

## Полетные характеристики
Советские космические корабли стартовали с космодрома Байконур, а на орбиту их выводила ракета-носитель. Минимальная высота орбиты составляла 180 км (максимальная: 475 км). Корабли не выходили за пределы земной орбиты и приземлялись при помощи парашютов. Их скорость составляла 28260 км/ч (~8 км/с). Они могли находиться в космосе (условиях невесомости) до 365 дней. Советские космические корабли Союз-4 и Союз-5 в 1969 году осуществили первую стыковку, что способствовало появлению такой разновидности космических аппаратов как орбитальные станции (Салют-1 1971 года).

## Катастрофы
За все время советский космический флот потерял в результате кораблекрушений два космических корабля. Экипаж корабля Союз-1 (в лице полковника Комарова) погиб при посадке из-за поломки системы торможения, а экипаж Союз-11 (Добровольский, Волков и Пацаев) — от декомпрессии. Случались на советских кораблях и проблемы психологического характера (Союз-21).